# Волков, Иван Иванович (художник)
Ива́н Ива́нович Во́лков (род. 10 декабря 1992 года, Протвино, Московская область) — российских художник и скульптор, автор паблик-арта. Работает с такими медиа как скульптура, живопись, графика, а также осуществляет акции, которые в дальнейшем существуют в виде фотодокументации. В социальных сетях художник периодически публикует фотографии своих работ, которые часто обретают народную любовь. На настоящий момент живёт и работает в Париже.

## Биография
Иван Волков родился в 1992 г. в городе Протвино, Московской области в семье художника, скульптора по металлу Андрея Николаевича Волкова.
Предки Андрея Волкова были мастерами кузнечных дел. Волков Николай (начало XIX века), Волков Прокопий Николаевич (1841—1911) и Волков Зосима Прокопьевич (1880—1944).
Первое упоминание о династии Волковых относится к 1752 году, когда кузнец Волков ковал решётку главных ворот большого Екатерининского дворца в Царском селе по проекту архитектора Бартоломео Франческо Растрелли.
Зосима Прокопьевич Волков занимался изготовлением шкатулок с секретными замками. Эти изделия можно увидеть в Этнографическом музее Санкт-Петербурга, Великого Устюга и других городов России. Шкатулки были окованы жестью с уникальным поверхностным цветочным орнаментом, получившим название «мороз по жести», а замки были настолько сложны, что для того, чтобы открыть такую шкатулку, иногда нужно было знать 20 секретов. В Великом Устюге только династия Волковых владела секретами этого мастерства, изделия пользовались спросом в России и вывозились за границу — в Турцию и Персию. Такие шкатулки с «морозом по жести» и сложным секретным механизмом представляют собой особый вид прикладного искусства, не встречающийся в истории других городов и народов. До революции, когда в стране были купцы и промышленники, шкатулки пользовались спросом, а после 1917 года стали никому не нужны.
Старший сын З.П. Волкова, Николай Засимович Волков (1906—1982) был разносторонне талантливым человеком: архитектор, инженер, строитель, астроном-любитель.
Одним из последних продолжателей дела в XX веке был младший сын З. П. Волкова — Феодосий Засимович Волков. У продолжателя династии Волковых было много интересных кузнечных работ.
Сохранились образцы художественно-кованых предметов работы Волковых XVIII в.: ограды, перила, ворота для зданий Санкт-Петербурга и его пригородов. Декоративные решётки и ограды Екатерининского дворца в Царском Селе и сегодня радуют нас своими завитушками и узорами.
Андрей Николаевич Волков (дедушка Ивана Волкова) родился в Москве в 1944 году. Вскоре семья была выслана, как кровники «врага народа», в Луганск. Окончив Детскую Художественную школу в г. Луганске Андрей Волков отправился в Москву продолжить обучение в Московское высшее художественное — промышленное училище им. Строганова, отделение «Художественные изделия из металла». В 1970 году переехал в Протвино.
В детстве Иван Волков много времени проводил в дедушкиной мастерской, расположенной в деревне Дракино. В 2010 г. окончил городскую художественную школу. Чуть позже поступил в Московскую Государственную Художественно-промышленную Академию им. С. Г. Строганова на отделение монументальной скульптуры. После окончания учился в Институте Современного Искусства (ИСИ).

## Творчество
Известность Иван Волков обрёл благодаря огромным картинам, которые художник создаёт на снегу. В интернете можно найти множество снимков его работ. Также его живопись и графику часто приобретают коллекционеры и любители современного искусства.
В своей художественной практике художник размышляет о проблемах прекариата: социально неустроенной прослойки общества, не имеющей полной гарантированной занятости. Именно представители этого класса — чаще всего главные герои придуманных сценок, в рамках которых воссоздаётся их повседневная жизнь. Однако, Волков не просто переносит увиденное на холст, ткань или ватман; его типичный приём — доведение отдельно взятой ситуации до абсурда, путём подмены знакомых реалий на диаметрально противоположные. Причём лаконизм художественного языка помогает вписать все парадоксальные составляющие в единую органичную канву.

## Избранные выставки
2024
,,Article 11” group show in Galerie Julie Carreda, Paris, France
,,Les caniches de l’apocalypse“ group show with EliKuka , chez Sego, Paris, France ,,Soup” group show in Faux , Paris, France
,,Sans drapeau” group show in Yellow cube gallery x Dispard, Paris, France ,,Summer show” group show in Serene gallery, London, England
2023
,,Tendresse” group show in Durev galerie, Paris, France
,,Tomato” group show in Carbon17, Aubervilliers, France
,,Dont make me save you again” solo show in Le chaton indépendant, Paris, France ,,Vomir” solo show in Lgalerie, Paris, France
,,Pourquoi la France est si gentille avec moi?” solo show in Faux, Paris, France "Tendresse" Liza Fetissova gallery and Durev, Paris
"Vasy" Carbone 17, Aubervilliers
"Not oil" 11.12 GALLERY, Moscow
"Tendresse" Liza Fetissova gallery and Durev, Paris
"Vasy" Carbone 17, Aubervilliers
"Not oil" 11.12 GALLERY, Moscow
2022
Персональная выставка «Собачья свадьба» 11.12 GALLERY ЦСИ Винзавод, Москва
Выставка «Кетчуп и майонез» Кирилла Манчунского и Ивана Волкова, совместный проект 11.12 GALLERY и Kupol Gallery в Cube.moscow, Москва
2021
Пару кварталов отсюда. Галерея Виктория, Самара
АУ. Музей Стрит-Арта, Санкт-Петербург
2020
Итоговый проект резидентов 5 сезона Открытых Студий. ЦСИ Винзавод, Москва
2019
Visiting Death. Plaxall Gallery, Нью-Йорк
2018
Die Wahrheit. Saint-Petersburg
ArtLoft, Берлин
Чо тебя волнует? Мастерская Ильи Кабакова, Москва
Синхронные свидания. Мастерская Илья Кабакова, Москва
2017
Границы. Мастерская Ильи Кабакова, Москва
2016
Молодость России. ЦДХ, Москва
2014—2016
Молодёжная выставка МОСХа, Москва

## Ярмарки
2021
Международная ярмарка современного искусства Blazar. Москва
Работы Иван Волкова ежегодно продаются на различных аукционах. Например VLADEY.